# Bathysquilloidea
Bathysquilloidea is een superfamilie van kreeftachtigen uit de klasse van de Malacostraca (Hogere kreeftachtigen).

## Families
- Bathysquillidae Manning, 1967
- Indosquillidae Manning, 1995